# Joël Leib HaLevi Herzog
Pour les articles homonymes, voir Herzog.
Joël Leib HaLevi Herzog (Łomża, Pologne, 15 août 1865 - Paris 4e, 4 octobre 1934) est un rabbin français des XIXe et XXe siècles.
D'origine polonaise, il est le premier grand-rabbin de la synagogue de la rue Pavée à Paris IVe et de l’Agoudas Hakehilos (yiddish : אֲגֻדָּת־הַקְּהִלּוֹת, « Union des communautés »), issue de neuf sociétés israélites orthodoxes non-consistoriales.

## Biographie
Joël Leib HaLevi Herzog, fils du grand-rabbin Nafthali Hirsch Halevi Herzog, quitte la ville polonaise de Łomża avec sa famille en 1898, pour aller s'installer à Leeds. Devenu grand-rabbin, Joël Leib HaLevi Herzog quitte Leeds et s'installe à Paris, où son fils étudiera à la Sorbonne.
La communauté juive de France du début du xxe siècle est sous le contrôle exclusif du Consistoire central. De nombreux immigrés polonais ne s'y reconnaissent pas, et fondent l'Agudas Hakehilos (אֲגֻדָּת־הַקְּהִלּוֹת, Union des communautés), dont Joel Leib Herzog est le premier rabbin. À l'automne 1911, l'Agudas Hakehilos demande, dans une lettre au Consistoire, qu'un « immigré » soit nommé au Comité consistorial pour la Supervision des Pratiques rituelles, ce qui lui est accordé. Cependant, un groupe dissident de la communauté juive immigrée conteste à l'Agudas le droit de parler en son nom. Ce groupe contestataire affirme représenter la majorité des membres de la communauté, des membres raisonnables, à l'opposé des quelques disciples « agités » du grand-rabbin Herzog. Un comité, appelé la Société Tifheret Israel (« Splendeur d'Israël ») établit un rapport, selon lequel « le supposé nouveau rabbin des israélites polonais n'est en fait, en réalité, qu'un maggid (prêcheur) de rang inférieur, mis de l'avant par une poignée de charlatans sans foi ni loi, des personnes hypocrites et audacieuses qui croient avoir trouvé un moyen de ramasser de l'argent. »
Il s'agit en réalité d'une lutte d'influence entre deux « civilisations, » le judaïsme français émancipé, orthodoxe en principe mais bien plus libéral dans sa pratique que le judaïsme polonais immigré, farouchement opposé à l'assimilation des Juifs.
La construction de la synagogue de la rue Pavée, avec pour architecte Hector Guimard, débute le 6 avril 1913. Elle est principalement subventionnée par le président de l'Agudas, Joseph Landau, et ses membres, dont le diamantaire B. Rapoport, sans aucune aide de la communauté juive de Paris. Le grand-rabbin Herzog est nommé à la tête de la synagogue russo-polonaise, dès son inauguration, le 7 juin 1914.
Il est l'auteur d'un ouvrage sur les dangers de cette nouveauté : l'automobile, La Nouvelle mort du siècle civilisé, paru en 1925. Parmi les recommandations du grand-rabbin Herzog : que les chauffards soient interdits de conduite, que la vitesse soit réduite.
Son fils, Yitzhak HaLevi Herzog, né à Łomża en 1889, sera rabbin de Belfast, grand rabbin de l'État libre d'Irlande, puis grand-rabbin en Palestine mandataire à partir de 1937, et deviendra le premier grand-rabbin ashkénaze d'Israël à la fondation de l'État en 1948. Son petit-fils Chaim Herzog sera président de l'État d'Israël de 1983 à 1993. Son arrière petit-fils Isaac Herzog devient président de l’État d’Israël le 9 juillet 2021.